# Timo Boll
Timo Boll je profesionalni njemački stolnotenisač. Rođen je 8. ožujka 1981. Trenutno igra za Borussiu Düsseldorf. Prvi je u Njemačkoj stolnoteniskoj nacionalnoj ligi. Bio je prvi na svjetskoj ljestvici.
Oženjen je svojom dugogodišnjom curom Rodeliom Jacobi 31. prosinca. 

## Djetinjstvo
Timo Boll je rođen 8. ožujka 1981. u Erbach im Odenwaldu, u saveznoj pokrajini Hessen. Počeo je igrati s četiri godine, tada ga je trenirao otac. Sa šest godina je postao član i igrao za TSV Höchst. S osam ga je godina otkrio hessijski trener Helmut Hampel. 1990. je počeo trenirati u sportskom centru Pfungstadt, a četiri godine poslije je prešao u FTG Frankfurt. 1995. je otišao u TTV Gönnern. 

## Karijera

### Juniorsko razdoblje
S četrnaest je godina Timo Boll s Frankom Klitzschom uzeo titulu najmlađeg igrača nacionalne lige. Proslavio je prvi međunarodni uspjeh 1995. godine na studentskom europskom prvenstvu u Haagu, gdje je osvojio tri zlatne medalje. Nakon drugog mjesta na svom prvom juniorskom europskom prvenstvu, u sljedeće je dvije godine osvajao naslove u pojedinačnoj konkurenciji, parovima i u momčadskoj konkurenciji.

### Međunarodni rezultati
2002. je godine Timo Boll ušao u prvih deset igrača svijeta pobjedom u turniru Europa Top-12 nad Vladimirom Samsonovom. Te je godine također osvojio zlato na Europskom prvenstvu u Zagrebu u pojedinačnoj konkurenciji i parovima (sa Zoltan Fejer-Konnerthom), te srebro s njemačkom reprezentacijom, koju je pobijedila švedska reprezentacija rezultatom 2-3. Pobjedom u Svjetskom kupu u Jinanu, gdje je pobijedio Wang Liqina, tadašnjeg svjetskog prvaka te Kong Linghuija, tadašnjeg olimpijskog prvaka, Boll je završio godinu kao prvoplasirani na svjetskoj ljestvici. 2003. je godine na europskom prvenstvu osvojio broncu u pojedinačnoj te srebro u momčadskoj konkurenciji. Nakon ispadanja u drugoj rundi na svjetskom prvenstvu te godine, Timo Boll je izgubio plasman prvog igrača svijeta.

### Ozljeda i povratak
Tijekom prve polovice 2004. godine Bolla su mučili problemi s leđima. Ti su problemi sprječavali njegove pripreme za Olimpijske Igre 2004., na kojima je ispao u četvrtzavršnici od Šveđanina Jan-Ove Waldnera. Nakon razdoblja označenog javnim kritiziranjem, Timo Boll je zabilježio pobjede na turnirima u Poljskoj, Austiji i Njemačkoj. Također je dosegnuo poluzavršnicu ITTF Pro Toura u Pekingu, gdje je ispao s rezultatom 3–4 od Ma Lina. Početkom 2005. opet su ga počela boljeti leđa, no usprkos tomu osvojio je srebrnu medalju na Svjetskom prvenstvu, i to u paru s Christianom Süßom. Nakon ispravlja sučeve pogreške u korist protivnika u šestnaestini završnice (u kojoj je ispao), dobio je nagradu za poštenu igru (Fair Play Award) od Međunarodne stolnoteniske federacije. Godina je završila dobro te je osvojio Ligu prvaka sa svojim tadašnjim klubom TTV RE-BAU Gönnernom i svjetski kup u Liègeu u Belgiji, gdje je pobijedio sva tri kineska prvoklasna igrača. 2007. godine je osvojio parove, pojedinačnu te momčadsku konkurenciju na europskom prvenstvu. Isti je uspjeh ponovio 2007. te 2010. godine.

### Prijelaz u Borussiu
U prosincu 2006. Boll je potpisao trogodišnji ugovor s Borussijom Düsseldorf, uglavnom zbog financijskih problema svog bivšeg kluba, no i zato što bi time imao velike mogućnosti za vježbanje za nadolazeće Olimpijske Igre 2008. Isto tako, mogao je vježbati s Christianom Süßom, igračem s kojim igra parove.
Tijekom Olimpijskih igara je nastupio za reprezentaciju Njemačke. Nakon pobjeda nad Hrvatskom, Kanadom, Singapurom i Japanom, izgubili su u finalu od domaćina Kine s 0-3.

## Nagrade
- 1997. - Juniorski stolnotenisač godine
- 1998. - Njemački stolnotenisač godine
- 2005. - Bambi sport
- 2005. - Njemački sportaš godine, treće mjesto
- 2006. - Sportaš godine u Hessenu
- 2007. - Nagrada za poštenu igru od Ministarstva unutarnjeg tajništva
- 2007. - Njemački sportaš godine, drugo mjesto
- 2008. - Sportaš godine u Hessenu
- 2010. - Sportaš godine u Hessenu
- 2010. - Njemački sportaš godine, drugo mjesto

## Vanjske poveznice
- Službena stranica Tima Bolla  Arhivirana inačica izvorne stranice od 20. kolovoza 2008. (Wayback Machine)
- Videozapisi mečeva Timo Bolla